# Oscar Pehrsson
Lars Oscar Patrik Pehrsson (Västerås, 10 aprile 1988) è un ex calciatore svedese, di ruolo difensore.

## Carriera
Pehrsson ha iniziato la sua carriera senior nel Gideonsbergs IF, una squadra della periferia nord di Västerås, militante nelle serie minori.
Prima dell'inizio della stagione 2006, Pehrsson è stato ingaggiato dalla principale compagine cittadina, il Västerås SK, che era appena retrocesso in terza serie. Per un anno è comunque rimasto al Gideonsbergs IF in prestito, pur allenandosi con il Västerås SK. Terminato il prestito, ha giocato nel Västerås SK fino al 2012, indossando anche la fascia di capitano durante gli ultimi tre anni di permanenza.
Scaduto il contratto con il Västerås SK, Pehrsson è ufficialmente diventato un giocatore del Sirius a partire dal gennaio 2013. Nel marzo del 2014 ha firmato un rinnovo fino al termine dell'annata 2016, mentre nel novembre 2016 ha firmato un nuovo contratto biennale.
Nel frattempo Pehrsson, insieme al Sirius, ha conquistato due promozioni nel giro di pochi anni, avendo vinto il campionato di Division 1 Norra 2013 e quello di Superettan 2016. Al termine dell'Allsvenskan 2017, la sua prima stagione trascorsa nella massima serie svedese, è risultato essere il giocatore più presente della sua squadra avendo giocato tutti e 30 gli incontri in programma.
Svincolatosi, nel 2019 è ripartito dal campionato di Superettan con la maglia del Brommapojkarna, ma la squadra a fine stagione è retrocessa in terza serie. Pehrsson è comunque rimasto in Superettan essendo stato ingaggiato dal neopromosso Akropolis.